# Dean Takahashi
Dean Takahashi est un journaliste américain spécialisé dans les domaines de la technologie et du jeu vidéo.

## Biographie
Dean Takahashi est marié et a trois enfants. Il vit à San Francisco avec sa famille. Il obtient en 1986 un baccalauréat en littérature anglaise à l'Université de Californie à Berkeley, puis décroche en 1988 une maîtrise de journalisme à la Medill School of Journalism (en).
Takahashi commence sa carrière de journaliste en 1989 à l'Orange County Register, puis travaille au Los Angeles Times (édition du Comté d'Orange) et au Dallas Times Herald (en).
De 1994 à 1996, il est reporter dans l'industrie des semi-conducteurs au San Jose Mercury News.
De 1996 à 2000, il travaille pour la division de San Francisco du Wall Street Journal,.
De 2000 à 2003, il est auteur émérite au Red Herring,.
Entre 2002 et 2006, Takahashi écrit deux livres sur la conception de la Xbox et de la Xbox 360.
De 2003 à 2008, il travaille en tant que chroniqueur et journaliste sur la technologie et l'industrie du jeu vidéo pour le San Jose Mercury News,,.
En 2008, Takahashi rejoint la rédaction du site VentureBeat, où il devient le premier rédacteur de la section GamesBeat consacrée au jeu vidéo, et publie notamment une enquête sur les problèmes techniques de la Xbox 360,,.
Takahashi fait également des apparitions sur les chaînes CNN et CNBC,.

## Controverses
En 2007, Takahashi publie une critique du jeu vidéo Mass Effect dans laquelle il critique vertement le gameplay du jeu, qu'il renomme sarcastiquement « Mass Defect ». Il revient ensuite sur ses propos en expliquant que s'il a eu une mauvaise expérience de jeu auparavant, c'est parce qu'il ignorait qu'il était possible de faire évoluer son personnage,.
En 2011, Takahashi est critiqué pour avoir déclaré que le jeu Warhammer 40,000: Space Marine est un plagiat de Gears of War.
À partir de 2017, après avoir publié des vidéos où il éprouve des difficultés (« je suis nul », de son propre aveu) en s'essayant aux jeux Cuphead et Doom Eternal, Takahashi est au centre de polémiques dans le sillage du Gamergate concernant le niveau de « performance » médiocre de certains journalistes de jeu vidéo ; certains observateurs voient dans les critiques à son égard et envers les « mauvais » joueurs une forme d'élitisme,,,,,,,,,,,,,.
En 2020, alors qu'une enquête de Canard PC, du Monde et de Mediapart fait état de témoignages d'employés dénonçant la « culture d’entreprise toxique » au sein du studio de développement Quantic Dream, Dean Takahashi publie une contre-enquête qu'Ivan Gaudé décrit comme « un très long tapis rouge déroulé devant la communication des deux dirigeants de Quantic Dream », et que Jason Schreier qualifie d'« insulte au journalisme ». Ian Miles Cheong, qui avait critiqué Takahashi en 2017 pour son niveau médiocre à Cuphead, prend pour sa part sa défense, arguant que « les prud'hommes ont blanchi Quantic Dream des accusations les plus sérieuses à son encontre », et que « Dean Takahashi est sous le feu des critiques parce qu'il... a fait son travail », à savoir publier « une enquête qui révèle que Quantic Dream était en fait la victime. »